# Lista de prêmios e indicações recebidos por Red Hot Chili Peppers
Este anexo lista os prêmios ganhos e indicações recebidas por Red Hot Chili Peppers, uma banda de rock formada em 1983 em Los Angeles, California. Anthony Kiedis e Flea são os membros que estão na banda desde o início. Red Hot Chili Peppers recebeu inúmeros prêmios, incluindo quatro Grammy Awards para as canções "Give It Away", "Scar Tissue" e "Dani California" nos anos 1993, 2000 e 2007, respectivamente. O album Stadium Arcadium foi o mais premiado e indicado na carreira da banda, incluido dois Grammy Awards para o "Melhor Album de Rock" e para "Melhor Disco em Edição Especial Limitada". Red Hot Chili Peppers também receberam 26 indicações ao MTV Video Music Awards (VMA), incluindo Vídeo do Ano, para a música Under the Bridge.
Muitas das obras do Red Hot Chili Peppers tiveram uma boa recepção na critica. Seus álbuns, Californication e Blood Sugar Sex Magik, têm ambos classificados entre Os 500 Maiores Álbuns de Todos os Tempos da Revista Rolling Stones, colocando em 401 e 310, respectivamente. Em 2008, Red Hot Chili Peppers foi premiado com uma estrela na Calçada da Fama de Hollywood. Em 2012, a banda foi introduzida para o salão da fama do rock and roll.

## American Music Awards
O American Music Awards é uma grande premiação música americana celebrada pela American Broadcasting Company. Foi criado em 1973. Red Hot Chili Peppers receberam 3 prêmios das 7 Nomeações.
| Ano  | Nomeação              | Categoria                             | Resultado |
| ---- | --------------------- | ------------------------------------- | --------- |
| 1993 | Red Hot Chili Peppers | Favorite Heavy Metal/Hard Rock Artist | Indicação |
| 1993 | "Under the Bridge"    | Favorite Pop/Rock Single              | Indicação |
| 2000 | Red Hot Chili Peppers | Artista Alternativo favorito          | Venceu    |
| 2001 | Red Hot Chili Peppers | Artista Alternativo favorito          | Indicação |
| 2006 | Stadium Arcadium      | Album favorito Pop/Rock               | Indicação |
| 2006 | Red Hot Chili Peppers | Artista Alternativo favorito          | Venceu    |
| 2006 | Red Hot Chili Peppers | Banda Favorita Pop/Rock               | Venceu    |

## Billboard Music Awards
O Billboard Music Awards são patrocinados pela revista Billboard e é realizado anualmente em Dezembro. Os prémios são baseados em dados de vendas feitas pela Nielsen SoundScan e informações de rádio pela Nielsen Broadcast Data Systems.
| Ano  | Nomeação              | Categoria                      | Resultado |
| ---- | --------------------- | ------------------------------ | --------- |
| 2000 | Red Hot Chili Peppers | Melhor Grupo Alternativo       | Venceu    |
| 2006 | Stadium Arcadium      | Álbum de Rock do Ano           | Indicação |
| 2006 | Dani California       | Single de Rock do Ano          | Indicação |
| 2006 | Dani California       | Single do Rock Moderno do Ano  | Indicação |
| 2006 | Red Hot Chili Peppers | Artista de Rock Moderno do Ano | Indicação |

## Blockbuster Entertainment Awards
A Blockbuster Entertainment Awards foi um prêmio realizado anualmente de 1994-2001 e foram patrocinados pela Blockbuster Inc. Red Hot Chili Peppers recebeu uma nomeação.
| Ano  | Nomeação              | Categoria              | Resultado |
| ---- | --------------------- | ---------------------- | --------- |
| 2001 | Red Hot Chili Peppers | Grupo de Rock Favorito | Indicação |

## Brit Awards
Os BRIT Awards, frequentemente chamados de The BRIT's, são os prémios anuais da música no Reino Unido, fundados pela Indústria Fonográfica Britânica. Red Hot Chili Peppers receberam 1 prêmio de 4 indicações.
| Ano  | Nomeação              | Categoria                  | Resultado |
| ---- | --------------------- | -------------------------- | --------- |
| 2000 | Red Hot Chili Peppers | Melhor Grupo Internacional | Indicação |
| 2003 | By the Way            | Melhor Álbum Internacional | Indicação |
| 2003 | Red Hot Chili Peppers | Melhor Grupo Internacional | Venceu    |
| 2007 | Red Hot Chili Peppers | Melhor Grupo Internacional | Indicação |

## California Music Awards
Red Hot Chili Peppers recebeu 2 prêmios das 2 indicações.
| Ano  | Nomeação              | Categoria             | Resultado |
| ---- | --------------------- | --------------------- | --------- |
| 2003 | By the Way            | Melhor Album Pop/Rock | Venceu    |
| 2004 | Red Hot Chili Peppers | California favorita   | Venceu    |

## Clear Top 10 Awards
O prêmio Clear Top 10 Awards foi um dos principais prêmios de música na Indonésia, baseado em 75% de transmissão de rádio e 25% de vendas de álbuns de artistas na Indonésia. Red Hot Chili Peppers possui uma nomeação.
| Ano  | Nomeação              | Categoria                | Resultado |
| ---- | --------------------- | ------------------------ | --------- |
| 2003 | Red Hot Chili Peppers | Hit Internacional do Ano | Indicação |

## ECHO Music Awards
O Echo Music Awards é uma premiação alemã de musica reconhecida pela "Deutsche Phono-Akademie". Os vencedores são determinados pelas vendas do ano anterior. Red Hot Chili Peppers levou 2 prêmios das 2 categoria que foi nomeado.
| Ano  | Nomeação              | Categoria                  | Resultado |
| ---- | --------------------- | -------------------------- | --------- |
| 2003 | Red Hot Chili Peppers | Melhor Grupo Internacional | Venceu    |
| 2007 | Stadium Arcadium      | Melhor Grupo Internacional | Venceu    |

## Grammy Awards
O Grammy Awards é o mais prestigioso prêmio da indústria musical internacional, presenteado anualmente pela National Academy of Recording Arts and Sciences dos Estados Unidos da América, honrando conquistas na arte de gravação musical e provendo suporte à comunidade da indústria musical. Red Hot Chili Peppers venceu 6 categorias de 16 indicações totais.
| Ano  | Nomeação              | Categoria                                              | Resultado |
| ---- | --------------------- | ------------------------------------------------------ | --------- |
| 1991 | Higher Ground         | Melhor Performance de Rock em Dupla ou Grupo com Vocal | Indicação |
| 1993 | Under the Bridge      | Melhor Performance de Rock em Dupla ou Grupo com Vocal | Indicação |
| 1993 | Give It Away          | Melhor Performance de Hard Rock                        | Venceu    |
| 1996 | Blood Sugar Sex Magik | Melhor Performance de Hard Rock                        | Indicação |
| 2000 | Scar Tissue           | Melhor Performance de Rock em Dupla ou Grupo com Vocal | Indicação |
| 2000 | Californication       | Melhor Álbum de Rock                                   | Indicação |
| 2000 | Scar Tissue           | Melhor Canção de Rock                                  | Venceu    |
| 2001 | Californication       | Melhor Performance de Rock em Dupla ou Grupo com Vocal | Indicação |
| 2001 | Californication       | Melhor Canção de Rock                                  | Indicação |
| 2007 | Stadium Arcadium      | Album do Ano                                           | Indicação |
| 2007 | Dani California       | Melhor Video de Musica                                 | Indicação |
| 2007 | Dani California       | Melhor Performance de Rock em Dupla ou Grupo com Vocal | Venceu    |
| 2007 | Dani California       | Melhor Canção de Rock                                  | Venceu    |
| 2007 | Stadium Arcadium      | Melhor Álbum de Rock                                   | Venceu    |
| 2007 | Stadium Arcadium      | Melhor Disco em Edição Especial Limitada               | Venceu    |
| 2012 | I'm With You          | Melhor Álbum de Rock                                   | Indicação |

## Hong Kong Top Sales Music Awards
O Prêmio de Música de Vendas Top de Hong Kong é o único prêmio em Hong Kong baseado em vendas de registros locais. Red Hot Chili Peppers ganhou 3 prêmios.
| Ano  | Nomeação         | Categoria                                        | Resultado |
| ---- | ---------------- | ------------------------------------------------ | --------- |
| 2002 | By the Way       | Os 10 melhores álbuns estrangeiros mais vendidos | Venceu    |
| 2004 | Greatest Hits    | Os 10 melhores álbuns estrangeiros mais vendidos | Venceu    |
| 2006 | Stadium Arcadium | Os 10 melhores álbuns estrangeiros mais vendidos | Venceu    |

## IHeartRadio Music Awards
iHeartRadio Music Awards é uma premiação de música que celebra a música ouvida durante todo o ano, em todas as estações de rádio da iHeartMedia nos EUA e na iHeartRadio, a plataforma de música digital da iHeartMedia. Fundada pela iHeartRadio em 2014, o evento reconhece os artistas mais populares e músicas ao longo do ano transato, conforme determinado pelos ouvintes. Red Hot Chili Peppers possui 3 indicações.
| Ano  | Nomeação              | Categoria                         | Resultado |
| ---- | --------------------- | --------------------------------- | --------- |
| 2017 | Dark Necessities      | Canção de Rock Alternativo do Ano | Indicação |
| 2017 | Dark Necessities      | Canção de Rock do Ano             | Indicação |
| 2017 | Red Hot Chili Peppers | Artista de Rock do Ano            | Indicação |

## Juno Awards
O Juno Awards são realizados anualmente a artistas da música canadense para reconhecer seus méritos artísticos e técnicos em todos os aspectos da música. Red Hot Chili Peppers recebeu 2 indicações.
| Ano  | Nomeação              | Categoria                    | Resultado |
| ---- | --------------------- | ---------------------------- | --------- |
| 1993 | Red Hot Chili Peppers | Artista Internacional do Ano | Indicação |
| 2007 | Stadium Arcadium      | Álbum Internacional do Ano   | Indicação |

## Kerrang! Awards
A Kerrang! Awards é uma cerimônia de premiação anual realizada pela revista Kerrang!, uma revista de rock britânico. Red Hot Chili Peppers recebeu 3 indicações.
| Ano  | Nomeação              | Categoria                  | Resultado |
| ---- | --------------------- | -------------------------- | --------- |
| 2003 | Red Hot Chili Peppers | Melhor Banda Internacional | Indicação |
| 2004 | Red Hot Chili Peppers | Melhor Banda no Planeta    | Indicação |
| 2004 | Red Hot Chili Peppers | Melhor Banda ao vivo       | Indicação |

## Meteor Ireland Music Awards
O Meteor Ireland Music Awards são realizados anualmente e são apresentados por MCD Productions. Red Hot Chili Peppers recebeu 4 prêmios.
| Ano  | Nomeação              | Categoria                               | Resultado |
| ---- | --------------------- | --------------------------------------- | --------- |
| 2002 | Red Hot Chili Peppers | Melhor Performance por um ato de visita | Venceu    |
| 2003 | By the Way            | Melhor Álbum Internacional              | Venceu    |
| 2003 | Lansdowne Road        | Melhor Desempenho ao vivo               | Venceu    |
| 2004 | Slane Castle          | Melhor Performance ao vivo              | Venceu    |
| 2005 | Red Hot Chili Peppers | Melhor Performance ao vivo              | Indicação |

## MOJO Awards
Os prêmios MOJO são concedidos pela popular revista britânica de música Mojo, publicada mensalmente por Bauer. Red Hot Chili Peppers ganhou 1 prêmio.
| Ano  | Nomeação              | Categoria       | Resultado |
| ---- | --------------------- | --------------- | --------- |
| 2004 | Red Hot Chili Peppers | Prêmio Maverick | Venceu    |

## MTV Australia Video Music Awards
O MTV Australia Video Music Awards são entregues anualmente desde 2004 e são apresentados pela MTV. É a primeira premiação para artistas locais e internacionais. Red Hot Chili Peppers recebeu um prêmio de 2 nomeações.
| Ano  | Nomeação              | Categoria    | Resultado |
| ---- | --------------------- | ------------ | --------- |
| 2007 | Stadium Arcadium      | Album do Ano | Indicação |
| 2007 | Red Hot Chili Peppers | Melhor Grupo | Venceu    |

## MTV Europe Music Awards
O MTV Europe Music Awards é uma premiação de música, que ocorre anualmente, no mês de novembro. Foi estabelecido em 1994 pela MTV Europe, para celebrar os artistas, músicas e videoclipes mais populares na Europa. Originalmente começou como uma alternativa e até revanche do MTV Video Music Awards (VMA) criado em 1984. Red Hot Chili Peppers ganharam 4 prêmios das 16 indicações.
| Ano  | Nomeação              | Categoria                  | Resultado |
| ---- | --------------------- | -------------------------- | --------- |
| 1999 | Californication       | Melhor Álbum               | Indicação |
| 1999 | Red Hot Chili Peppers | Melhor Artista de Rock     | Indicação |
| 2000 | Californication       | Melhor Video               | Indicação |
| 2000 | Red Hot Chili Peppers | Melhor Grupo               | Indicação |
| 2000 | Red Hot Chili Peppers | Melhor Banda de Rock       | Venceu    |
| 2002 | Red Hot Chili Peppers | Melhor Grupo               | Indicação |
| 2002 | Red Hot Chili Peppers | Melhor Banda de Rock       | Venceu    |
| 2002 | Red Hot Chili Peppers | Melhor Performance Ao Vivo | Venceu    |
| 2006 | Dani California       | Melhor Canção              | Indicação |
| 2006 | Stadium Arcadium      | Melhor Álbum               | Venceu    |
| 2006 | Red Hot Chili Peppers | Melhor Grupo               | Indicação |
| 2006 | Red Hot Chili Peppers | Melhor Banda de Rock       | Indicação |
| 2011 | Red Hot Chili Peppers | Melhor Banda de Rock       | Indicação |
| 2011 | Red Hot Chili Peppers | Melhor Artista ao vivo     | Indicação |
| 2012 | Red Hot Chili Peppers | Melhor Palco do Mundo      | Indicação |
| 2016 | Red Hot Chili Peppers | Melhor Banda de Rock       | Indicação |

## MTV Video Music Awards
O MTV Video Music Awards é uma premiação de música americana criada em 1984 pela MTV, de forma a enaltecer os melhores videoclipes do ano. Red Hot Chili Peppers ganharam 8 prêmios das 26 indicações.
| Ano  | Nomeação                   | Categoria                   | Resultado |
| ---- | -------------------------- | --------------------------- | --------- |
| 1990 | Higher Ground              | Melhor Video de Grupo       | Indicação |
| 1990 | Higher Ground              | Vídeo Avanço                | Indicação |
| 1990 | Higher Ground              | Melhor Vídeo de Pós Moderna | Indicação |
| 1992 | Under the Bridge           | Vídeo do Ano                | Indicação |
| 1992 | Under the Bridge           | Melhor Video de Grupo       | Indicação |
| 1992 | Under the Bridge           | Escolha Espectador          | Venceu    |
| 1992 | Give It Away               | Video Avanço                | Venceu    |
| 1992 | Give It Away               | Melhor Vídeo Alternativo    | Indicação |
| 1992 | Give It Away               | Melhor Direção              | Indicação |
| 1992 | Give It Away               | Melhor Direção de Arte      | Venceu    |
| 1992 | Give It Away               | Melhor Edição               | Indicação |
| 1999 | www.redhotchilipeppers.com | Melhor Website de Artista   | Venceu    |
| 2000 | Californication            | Vídeo do Ano                | Indicação |
| 2000 | Californication            | Melhor Video de Grupo       | Indicação |
| 2000 | Californication            | Melhor Direção              | Venceu    |
| 2000 | Californication            | Melhor Efeitos Especiais    | Indicação |
| 2000 | Californication            | Melhor Direção de Arte      | Venceu    |
| 2000 | Red Hot Chili Peppers      | Vídeo Vanguard              | Venceu    |
| 2002 | By The Way                 | Melhor Direção              | Indicação |
| 2006 | Dani California            | Vídeo do Ano                | Indicação |
| 2006 | Dani California            | Melhor Video de Grupo       | Indicação |
| 2006 | Dani California            | Melhor Vídeo de Rock        | Indicação |
| 2006 | Dani California            | Melhor Direção              | Indicação |
| 2006 | Dani California            | Melhor Direção de Arte      | Venceu    |
| 2006 | Dani California            | Melhor Edição               | Indicação |
| 2006 | Dani California            | Melhor Fotografia           | Indicação |

## MTV Video Music Awards Japan
O MTV Video Music Awards Japan é uma versão japonesa do MTV Video Music Awards. Inicialmente o Japão fazia parte do MTV Asia Awards, que faziam parte de todos os países do MTV Sudeste da Ásia (Cingapura, Malásia, Hong Kong, Vietnã e Tailândia), mas por causa da variedade musical existente no Japão, em maio de 2002 começou a realizar os seus próprios prêmios de forma independente. Os Red Hot Chili Peppers ganharam 1 prêmio das 6 indicações.
| Ano  | Nomeação                            | Categoria             | Resultado |
| ---- | ----------------------------------- | --------------------- | --------- |
| 2003 | By The Way                          | Melhor Video de Rock  | Venceu    |
| 2007 | Stadium Arcadium                    | Álbum do Ano          | Indicação |
| 2007 | Dani California                     | Video do Ano          | Indicação |
| 2007 | Dani California                     | Melhor Vídeo de Grupo | Indicação |
| 2012 | The Adventures of Rain Dance Maggie | Melhor Video de Rock  | Indicação |
| 2016 | Dark Necessities                    | Melhor Video de Rock  | Indicação |

## MTV Video Music Awards Latin America
O MTV Video Music Awards Latin America é a versão América Latin do MTV Video Music Awards. Eles foram criados em 2002 para comemorar os vídeos musicais do ano na América Latina e do mundo. Red Hot Chili Peppers recebeu 1 prêmio de 2 nomeações.
| Ano  | Nomeação              | Categoria                            | Resultado |
| ---- | --------------------- | ------------------------------------ | --------- |
| 2002 | Red Hot Chili Peppers | Melhor Artista de Rock Internacional | Venceu    |
| 2006 | Red Hot Chili Peppers | Melhor Artista de Rock Internacional | Indicação |

## MTV Video Music Brasil
O MTV Video Music Brasil é uma premiação musical realizada pela MTV Brasil, cuja primeira edição ocorreu em 1995 com o intuito de premiar os melhores videoclipes nacionais e internacionais através da votação de sua audiência e de um júri especializado para categorias técnicas. Red Hot Chili Peppers recebeu 1 prêmio das 2 nomeações.
| Ano  | Nomeação              | Categoria                       | Resultado |
| ---- | --------------------- | ------------------------------- | --------- |
| 2004 | Fortune Faded         | Melhor Videoclipe Internacional | Indicação |
| 2007 | Red Hot Chili Peppers | Melhor Artista Internacional    | Venceu    |

## MTV U Woodie Awards
A MTV U Woodie Awards são concedidos anualmente e são transmitidos pela mtvU. Red Hot Chili Peppers recebeu uma nomeação.
| Ano  | Nomeação              | Categoria     | Resultado |
| ---- | --------------------- | ------------- | --------- |
| 2006 | Red Hot Chili Peppers | Alumni Woodie | Indicação |

## MuchMusic Video Awards
O MuchMusic Video Awards é uma das principais premiações do Canadá, realizado anualmente pelo canal Canadense MuchMusic. Red Hot Chili Peppers recebeu 1 prêmio de 5 nomeações.
| Ano  | Nomeação        | Categoria                                        | Resultado |
| ---- | --------------- | ------------------------------------------------ | --------- |
| 2000 | Californication | Grupo Favorito Internacional                     | Indicação |
| 2000 | Californication | Melhor Vídeo Internacional                       | Venceu    |
| 2006 | Dani California | Melhor Vídeo de Grupo Internacional              | Indicação |
| 2007 | Dani California | Melhor Vídeo de Grupo Internacional              | Indicação |
| 2007 | Dani California | Escolha do Público: Grupo Internacional Favorito | Indicação |

## VH1 Music Awards
O VH1 Music Awards foi uma cerimônia de premiação anual de música realizado pela rede de televisão americana VH1, existentes no ano de 2000-2001. Suas Categorias, nomeados e vencedores foram escolhidos por votação do público inteiramente em VH1.com. Red Hot Chili Peppers recebeu 2 prêmios das 7 indicações.
| Ano  | Nomeação              | Categoria                  | Resultado |
| ---- | --------------------- | -------------------------- | --------- |
| 2000 | Otherside             | Vídeo do Ano               | Indicação |
| 2000 | Otherside             | Canção do Ano              | Indicação |
| 2000 | Red Hot Chili Peppers | Melhor show ao vivo        | Indicação |
| 2000 | Red Hot Chili Peppers | Melhor Artista ao vivo     | Indicação |
| 2000 | Red Hot Chili Peppers | Grupo do Ano               | Indicação |
| 2000 | Californication       | Must-Have Album            | Venceu    |
| 2000 | Californication       | Pushing the Envelope Video | Venceu    |

## Nickelodeon Kids' Choice Awards
O Nickelodeon Kids' Choice Awards foram estabelecidos em 1988 e são uma premiação anual que homenageia os maiores artistas do ano no cinema, televisão e música, tal como foi votado pelo povo que assiste o canal a cabo Nickelodeon. Red Hot Chili Peppers recebeu 2 indicações.
| Ano  | Nomeação              | Categoria            | Resultado |
| ---- | --------------------- | -------------------- | --------- |
| 2001 | Red Hot Chili Peppers | Banda/Grupo Favorito | Indicação |
| 2007 | Red Hot Chili Peppers | Banda/Grupo Favorito | Indicação |

## Prêmios NRJ

### NRJ Music Awards
Os NRJ Music Awards foram criados em 2000 pela rádio NRJ em parceria com o canal de televisão TF1. A cerimónia acontece anualmente em meados de Janeiro em Cannes. Red Hot Chili Peppers receberam uma nomeação.
| Ano  | Nomeação         | Categoria                         | Resultado |
| ---- | ---------------- | --------------------------------- | --------- |
| 2007 | Stadium Arcadium | Melhor Álbum Internacional do Ano | Indicação |

### NRJ Radio Awards
Red Hot Chili Peppers recebeu três prêmios.
| Ano  | Nomeação              | Categoria                   | Resultado |
| ---- | --------------------- | --------------------------- | --------- |
| 2001 | Otherside             | Melhor Canção Internacional | Venceu    |
| 2001 | Red Hot Chili Peppers | Melhor Grupo Internacional  | Venceu    |
| 2006 | Red Hot Chili Peppers | Melhor Grupo Internacional  | Venceu    |

## People's Choice Awards
Os People's Choice Awards são uma entrega de prémios anual, premiando os artistas musicais, cinematográficos e outros, a partir dos votos na Internet pelo público. Red Hot Chili Peppers recebeu 3 nomeações.
| Ano  | Nomeação              | Categoria               | Resultado |
| ---- | --------------------- | ----------------------- | --------- |
| 2007 | Dani California       | Canção de Rock Favorito | Indicação |
| 2007 | Red Hot Chili Peppers | Grupo Favorito          | Indicação |
| 2012 | Red Hot Chili Peppers | Banda Favorita          | Indicação |

## Q Awards
O Q Awards é um prêmio anual da música britânica dado pela revista Q. Desde o seu começo em 1990, o Q Awards tem se tornado um dos maiores e mais notorios prêmios da música inglesa, contando com o apoio das celebridades que comparecem ao evento. Red Hot Chili Peppers recebeu 1 prêmio de 4 indicações.
| Ano  | Nomeação              | Categoria                  | Resultado |
| ---- | --------------------- | -------------------------- | --------- |
| 2004 | Red Hot Chili Peppers | Melhor Banda da atualidade | Venceu    |
| 2004 | Red Hot Chili Peppers | Melhor Performance ao vivo | Indicação |
| 2006 | Red Hot Chili Peppers | Melhor Performance ao vivo | Indicação |
| 2006 | Red Hot Chili Peppers | Melhor Banda da atualidade | Indicação |

## Radio Music Awards
A Radio Music Awards foi uma premiação anual da música dos EUA, que premia as melhores canções que tocaram nas rádios do país. Red Hot Chili Peppers recebeu uma nomeação.
| Ano  | Nomeação              | Categoria      | Resultado |
| ---- | --------------------- | -------------- | --------- |
| 2005 | Red Hot Chili Peppers | Artista do Ano | Indicação |

## Teen Choice Awards
Os Teen Choice Awards são uma cerimónia anual feita pela FOX, desde 1999. O programa homenageia as maiores realizações do ano nas áreas da música, cinema, desporto e televisão, numa versão adolescente. Red Hot Chili Peppers recebeu uma nomeação.
| Ano  | Nomeação              | Categoria            | Resultado |
| ---- | --------------------- | -------------------- | --------- |
| 2006 | Red Hot Chili Peppers | Melhor Grupo de Rock | Indicação |

## TMF Awards (Bélgica)
O TMF Awards (Bélgica) são realizados anualmente e transmitido ao vivo no TMF. Red Hot Chili Peppers recebeu um prêmio.
| Ano  | Nomeação        | Categoria                          | Resultado |
| ---- | --------------- | ---------------------------------- | --------- |
| 2007 | Dani California | Melhor Grupo de Rock Internacional | Venceu    |

## World Music Awards
O World Music Awards, fundado em 1989 é uma cerimônia anual de premiações que reconhece artistas da indústria musical baseados em sua popularidade, vendas mundiais, desde que tais vendas sejam reconhecidas pelas gravadoras e pela Federação Internacional da Indústria Fonográfica. Red Hot Chili Peppers recebeu uma nomeação.
| Ano  | Nomeação              | Categoria                    | Resultado |
| ---- | --------------------- | ---------------------------- | --------- |
| 2006 | Red Hot Chili Peppers | Melhor Grupo de Rock Mundial | Indicação |

## Outros prêmios e homenagens
Abaixo estão listados os prêmios e homenagens recebidos por Red Hot Chili Peppers nas cerimonias musicais.
| Ano  | Premiação                                         | Titulo                                                                 |
| ---- | ------------------------------------------------- | ---------------------------------------------------------------------- |
| 2003 | Japan Gold Disc Prêmios                           | Album do Ano de Rock/Pop Internacional (By The Way)                    |
| 2003 | Hungarian Music Awards                            | Álbum de Rock do Ano Internacional (By The Way)                        |
| 2003 | Kerrang! Prêmios                                  | Compositor Clássico                                                    |
| 2004 | Japan Gold Disc Prêmios                           | Álbum de Rock do Ano Internacional (Greatest Hits)                     |
| 2006 | Prêmios Motosserra                                | Vídeo Killer (Dani California)                                         |
| 2006 | U Escolha 40 (NZ)                                 | 90 Melhores Canção (NZ) (Under the Bridge)                             |
| 2007 | U Escolha 40 (NZ)                                 | Melhor Big Day Out Artista (NZ) (Give it Away)                         |
| 2007 | MTV VMA Japão                                     | Melhor Direção (Dani California)                                       |
| 2007 | U Escolha 40 (NZ)                                 | Take Me Back To The 90 Song (NZ) (Under The Bridge)                    |
| 2007 | Hungarian Music Awards                            | Álbum de Rock do Ano Internacional (Stadium Arcadium)                  |
| 2007 | Japan Gold Disc Prêmios                           | Canção Internacional do Ano por Download (Dani California)             |
| 2007 | Japan Gold Disc Prêmios                           | 3 Melhores canções Internacional por Download (Dani California)        |
| 2007 | Japan Gold Disc Prêmios                           | 3 Melhores Album Internacional (Stadium Arcadium)                      |
| 2007 | Polonês Frederic Chopin e Prêmio Disco de Platina | Stadium Arcadium                                                       |
| 2008 | Hollywood Walk of Fame                            | A banda recebeu uma estrela na calçada da fama em 2008.                |
| 2012 | Rock and Roll Hall of Fame                        | A banda foi introduzida para o salão da fama do rock and roll em 2012. |